# Oratoire du Saint-Pèlerin de Bominaco
L'oratoire du Saint-Pèlerin (italien : oratorio di San Pellegrino) est une église située en Italie, dans la frazione de Bominaco de la commune de Caporciano (Abruzzes, province de L'Aquila),.